# Serie Autografo de Exitos
A Bee Gees Serie Autografo de Exitos című lemez a Bee Gees  Braziliában megjelent válogatáslemeze.

## Az album dalai
1. I Started a Joke (Barry, Robin és Maurice Gibb) – 3:05
2. Melody Fair (Barry, Robin és Maurice Gibb) – 3:48
3. Idea (Barry, Robin és Maurice Gibb) – 2:48
4. Tomorrow Tomorrow (Barry Gibb, Maurice Gibb) – 3:52
5. Words (Barry, Robin és Maurice Gibb) – 3:18
6. Cherry Red (Barry Gibb) (Barry, Robin és Maurice Gibb) – 3:31
7. Massachusetts (Barry, Robin és Maurice Gibb) – 2:15
8. Don't Forget to Remember (Barry és Maurice Gibb) – 3:32
9. I.O.I.O.  (Barry Gibb, Maurice Gibb) – 2:55
10. First of May (Barry, Robin és Maurice Gibb) – 2:48
11. Lamplight (Barry, Robin és Maurice Gibb) – 4:47
12. When the Swallows Fly (Barry, Robin és Maurice Gibb) – 2:28

## Közreműködők
- Bee Gees